# Бёюк-Кягризли
Бёюк-Кягризли (азерб. Böyük Kəhrizli) — село в Кягризлинском административно-территориальном округе Агджабединского района Азербайджана.

## Этимология
Происходит от слов беюк (с азерб. — «большой») и Кягризли (название села). Сам же топоним Кягризли происходит от слова кягриз (кяриз).

## История
В 1907—1909 годах просветительница Гамида Мамедкулизаде открыла здесь библиотеку при народной школе, ткацкую фабрику, больницу и новую школу.
Село Кягризлу в 1913 году, согласно административно-территориальному делению Елизаветпольской губернии, относилось к Гиндархскому сельскому обществу Шушинского уезда.
В 1926 году, согласно административно-территориальному делению Азербайджанской ССР, село относилось к дайре Агджабеды Агдамского уезда.
После реформы административного деления и упразднения уездов в 1929 году был образован Кягризлинский сельсовет в Агджабединском районе Азербайджанской ССР.
Согласно административному делению 1961 и 1977 года, село Бёюк-Кягризли входило в Кягризлинский сельсовет Агджабединского района Азербайджанской ССР.
В 1999 году в Азербайджане была проведена административная реформа, и внутри Кягризлинского административно-территориального округа был учрежден Кягризлинский муниципалитет Агджабединского района.

## География
Бёюк Кягризли расположен на берегу реки Каркарчай.
Село находится в 1,5 км от центра муниципалитета Бала-Кягризли, в 31 км от райцентра Агджабеди и в 308 км от Баку. Ближайшая железнодорожная станция — Агдам (ближайшая действующая — Халадж).
Село находится на высоте 153 м над уровнем моря.

## Население
| Численность населения | Численность населения | Численность населения | Численность населения | Численность населения |
| 1886                  | 1978                  | 1984                  | 1999                  | 2009                  |
| --------------------- | --------------------- | --------------------- | --------------------- | --------------------- |
| 150                   | ↗400                  | ↗480                  | ↗614                  | ↗654                  |

В 1886 году в селе проживало 150 человек, все — азербайджанцы, по вероисповеданию — мусульмане-шииты.
Население преимущественно занимается хлопководством, животноводством и выращиванием зерна.

### Известные уроженцы
- Ахмед-бек Джаваншир — азербайджанский инженер, историк, поэт. Правнук основателя Карабахского ханства Панах-Али хана Джаваншира.
- Джалил Мамедкулизаде — знаменитый азербайджанский журналист, жил и работал здесь в народной школе в 1907—1921 годах.
- Гамида Мамедкулизаде — просветительница, общественный деятель, родилась и жила здесь в 1873—1921 годах. Дочь Ахмед-бека Джаваншира.

## Климат
Среднегодовая температура воздуха в селе составляет +14,2 °C. В селе полупустынный климат.

## Инфраструктура
В советское время в селе располагалась школа.
В селе расположены почтовое отделение, средняя школа, библиотека, дом культуры, медицинский пункт.